# Arbogast (wódz rzymski)
Arbogast, albo Flavius Arbogastes (zm. 8 września 394) – rzymski wódz pochodzenia frankijskiego.

## Życiorys
Flavius Arbogastes, albo krócej Arbogast był siostrzeńcem wodza frankijskiego Flaviusa Richomeresa. W 370 roku wstąpił do armii rzymskiej. Służył najpierw pod rozkazami cesarza zachodniorzymskiego Walentyniana I, a potem jego syna Gracjana. Szybko zyskał sobie prestiż i sławę lojalnego oraz skutecznego dowódcy. Brał udział między innymi w walkach przeciwko germańskim Wizygotom najeżdżającym posiadłości rzymskie.

### Bunt Magnusa Maksymusa
W 383 roku jeden z rzymskich wodzów Magnus Maksymus podniósł w Galii bunt przeciwko cesarzowi Gracjanowi. Cesarz zdradzony przez własne wojsko podjął próbę ucieczki do Italii, jednak został schwytany i zabity. Maksymus stał się władcą dużej części cesarstwa zachodniego (Brytania, Galia, Hiszpania). Cesarz wschodniorzymski Teodozjusz, zajęty walką z Gotami, zawarł z uzurpatorem układ, że środkowa część imperium z Afryką, Italią i krajami przyległymi pozostanie domeną Walentyniana II, brata zmarłego Gracjana. Był on wtedy jedynym męskim przedstawicielem dynastii, liczył zaledwie 12 lat. Maksymus nie dotrzymał układu i w 387 roku najechał na Italię. Walentynian wraz z matką Justyną uciekł na wschód do Teodozjusza. Ten zdecydował się na zbrojną interwencję i wkroczył z wojskiem do Italii. Latem 388 roku pokonał Maksimusa, który został schwytany i ścięty. Kilkunastoletni Walentynian II został cesarzem. Jego opiekunem miał być właśnie Arbogast – który w czasie buntu zachował lojalność wobec niego.

### Arbogast i Walentynian II
Walentynian II, choć oficjalnie był cesarzem, w praktyce był odsunięty od rzeczywistego wpływu na los państwa. Przebywał w pałacu w Wiennie nad Rodanem niemal jako więzień. Tymczasem Arbogast zaczął sprawować niepodzielną władzę nad zachodnim imperium, podporządkowując sobie administrację i obsadzając ją swoimi ludźmi. Z czasem dorastającemu Walentynianowi zaczęła przeszkadzać rola marionetki, tym bardziej, że potężny Arbogast nie szczędził mu upokorzeń.
Pewnego dnia, podczas obrad konsystorza – przybocznej rady cesarskiej, na której obecny był cesarz i Arbogast doszło do incydentu, w czasie którego Arbogast zabił mieczem jednego ze swoich oponentów na oczach cesarza. Wstrząśnięty Walentynian, na następnym zebraniu rady wręczył Arbogastowi pismo, w którym pozbawiał go wszelkich urzędów. Jednak wódz podarł to pismo na oczach cesarza i wszystkich dostojników oświadczając pogardliwie: „Nie ty dałeś mi władzę i nie ty mi ją zabierzesz”. Walentynian usiłował wówczas zaatakować Arbogasta, ale pałacowa straż okazała się lojalna wobec wodza, a nie cesarza. Jakiś czas później znaleziono Walentyniana powieszonego w swoim pokoju. Według oficjalnej wersji popełnił samobójstwo, ale pojawiały się głosy, że zamordowano go z rozkazu Arbogasta.

### Arbogast i Eugeniusz
Arbogast po śmierci cesarza pragnął zachować władzę w zachodnim imperium. 22 sierpnia 392 osadził na tronie lojalnego wobec siebie profesora retoryki – Eugeniusza. Jednak cesarz wschodniego imperium, Teodozjusz odmówił uznania Eugeniusza za cesarza i ogłosił go uzurpatorem. Prawdopodobnie miała na to wpływ postawa jego żony, a zarazem siostry Walentyniana – Galli, która obwiniała Arbogasta za śmierć brata. Kiedy Arbogast z Eugeniuszem opanowali Italię, Teodozjusz wkroczył zbrojnie. 8 września 394 roku doszło do bitwy nad rzeką Frigidus, która skończyła się zwycięstwem Teodozjusza. Arbogast opuszczony przez wszystkich popełnił samobójstwo, a Eugeniusz został schwytany i ścięty. Teodozjusz stał się ostatnim władcą całego imperium rzymskiego, które po jego śmierci na powrót się rozpadło.